# 197
Glej tudi: število 197
197 (CXCVII) je bilo navadno leto, ki se je po julijanskem koledarju začelo na soboto.

## Dogodki
- Rimski cesar Septimij Sever ustanovi I., II. in III. partsko legijo.

- 1. januar